# АЭС Хантерстон А
АЭС Хантерстон А — закрытая атомная электрическая станция в Северном Эйршире (Шотландия). 
Станция располагается на побережье Атлантического океана в 9 км к югу от города Ларгс и в 4 км к северо-западу от Западного Килбрайда. Хантерсон А является первой очередью находящейся поблизости АЭС Хантерстон B.
Строительство станции началось в 1957 году. На двух энергоблоках использовались газо-графитовые реакторы Magnox компании GEC. В 1990 году оба реактора были остановлены, станция находится в стадии вывода из эксплуатации.  

## Информация об энергоблоках
| Энергоблок     | Тип реакторов | Мощность | Мощность | Начало строительства | Физпуск    | Подключение к сети | Ввод в эксплуатацию | Закрытие   |
| Энергоблок     | Тип реакторов | Чистый   | Брутто   | Начало строительства | Физпуск    | Подключение к сети | Ввод в эксплуатацию | Закрытие   |
| -------------- | ------------- | -------- | -------- | -------------------- | ---------- | ------------------ | ------------------- | ---------- |
| Хантерстон А-1 | GCR, Magnox   | 150 МВт  | 173 МВт  | 01.10.1957           | 01.09.1963 | 05.02.1964         | 05.02.1964          | 30.03.1990 |
| Хантерстон А-2 | GCR, Magnox   | 150 МВт  | 173 МВт  | 01.10.1957           | 01.03.1964 | 01.06.1964         | 01.07.1964          | 31.12.1989 |